# La Roca (Avià)
la Roca és una masia prop del veïnat de Graugés del municipi d'Avià inclosa en l'Inventari del Patrimoni Arquitectònic de Catalunya.

## Descripció
Masia orientada al migdia que respon a la tipologia clàssica de masia. Està estructurada en planta baixa i pis i coberta a dues aigües amb teula àrab. El parament és a base de pedres de grans dimensions sense treballar unides amb morter i, al segon pis, maó a les cantonades i marcs d'obertures. L'entrada és allindanada i força senzilla; està flanquejada per dues finestres allindanades, de petites dimensions i cobertes per una reixa de ferro. Al pis superior també n'hi ha tres, alineades amb les altres. Remata la façana una obertura petita de perfil triangular. A la resta de façanes també hi ha força finestres, igualment distribuïdes de forma ordenada.

## Història
Les fonts orals ens diuen que es construí vers 1910 aproximadament. Una ventada, però, provocà que el pis superior quedés mig enrunat i es va refer cap a 1935, com podem veure en la diferència del parament dels dos pisos.